# アルトゥーロ・グスマン・デセナ
アルトゥーロ・グスマン・デセーナ（スペイン語: Arturo Guzmán Decena、別名: Z-1、1976年1月13日 - 2002年11月21日）は、メキシコ陸軍特殊部隊の元軍人。同国の麻薬カルテル「ロス・セタス」創設に関し、元同僚や部下の軍人を高給で雇い入れ組織化するなど、中心的な役割を果たした。

## 人物
プエブラ州の貧しい家庭に生まれ育った。貧困から脱出するために若くしてメキシコ陸軍に入隊。程なくして頭角を現し、1990年代半ばに同軍の特殊部隊に入隊した。高度な戦闘、暴動鎮圧、爆発物の取り扱いについて、アメリカ軍とイスラエル軍の特殊部隊から訓練を受け、1994年にサパティスタの掃討任務に参加して実戦を経験した。後にガルフ・カルテルから賄賂を受け取るようになり、その後、秘密裏に同僚や部下を同カルテルにリクルートし始め、1997年には自身も陸軍を退役しカルテルの一員となった。
1999年、ボスであるオシエル・カルデナス・ギリェンの指示で彼の親友であり側近のサルバトール・ゴメス・エレーラを殺害した。
2002年11月21日、マタモロスのレストランでメキシコ軍に狙撃され死亡した。